# Rejon kremiński
Rejon kremiński – jednostka administracyjna w składzie obwodu ługańskiego Ukrainy.
Powstał w 1940. Ma powierzchnię 1627 km² i liczy około 48 tysięcy mieszkańców. Siedzibą władz rejonu jest Kreminna.
W skład rejonu wchodzą 1 miejska rada, 1 osiedlowa rada oraz 13 silskich rad, obejmujących w sumie 59 miejscowości.